# Gaius Iulius Barbarus
Gaius Iulius Barbarus war ein im 2. Jahrhundert n. Chr. lebender Angehöriger des römischen Ritterstandes (Eques).
Durch eine Inschrift, die beim Kastell Aesica gefunden wurde und die in das 2. Jahrhundert datiert wird, ist belegt, dass Barbarus Präfekt der Cohors VI Nerviorum war, die zu diesem Zeitpunkt in der Provinz Britannia stationiert war.